# Vin Santo

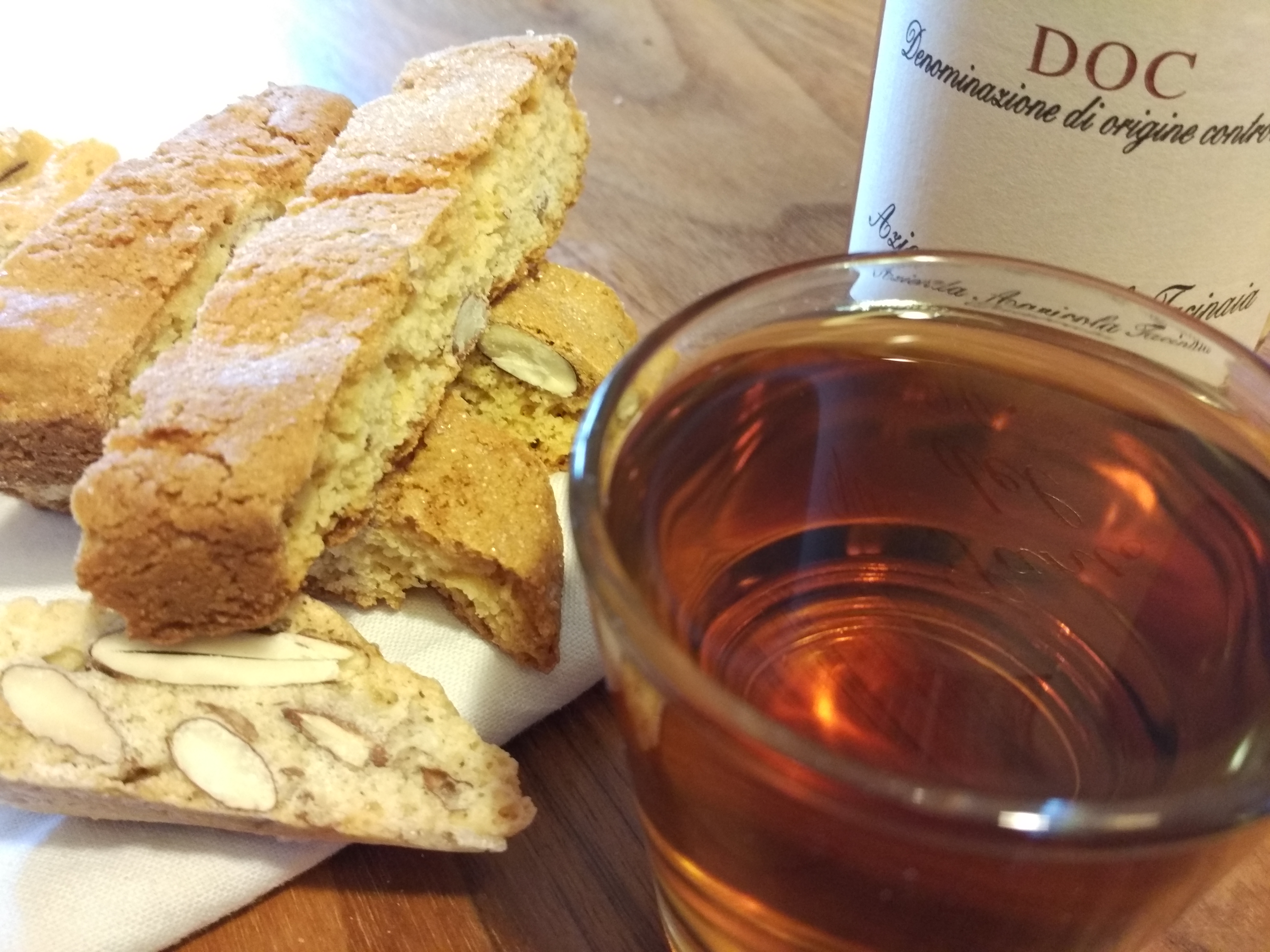
Ein Glas mit Vin Santo und Cantuccini.

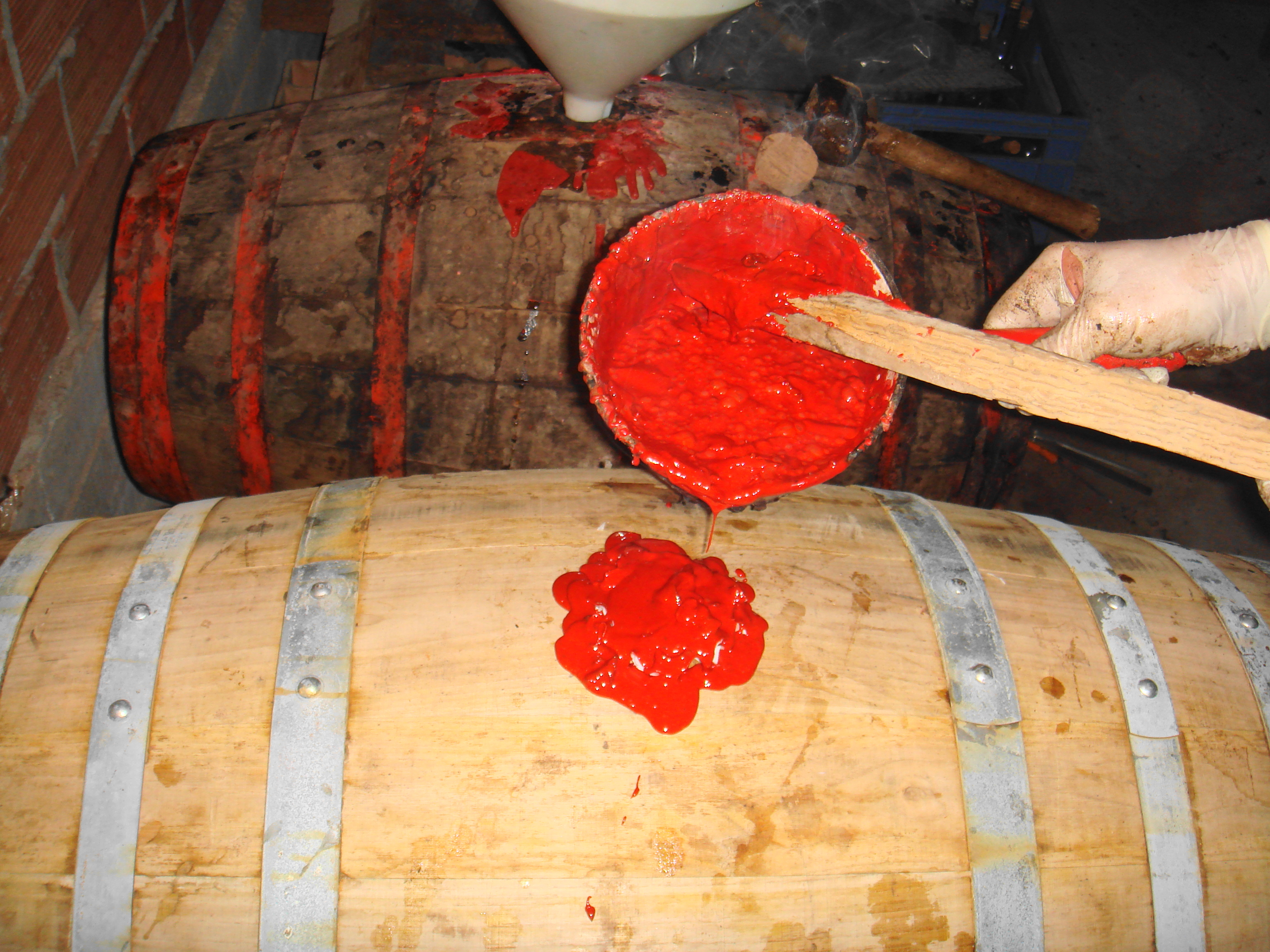
Ein Weinfass wird für die Lagerung versiegelt

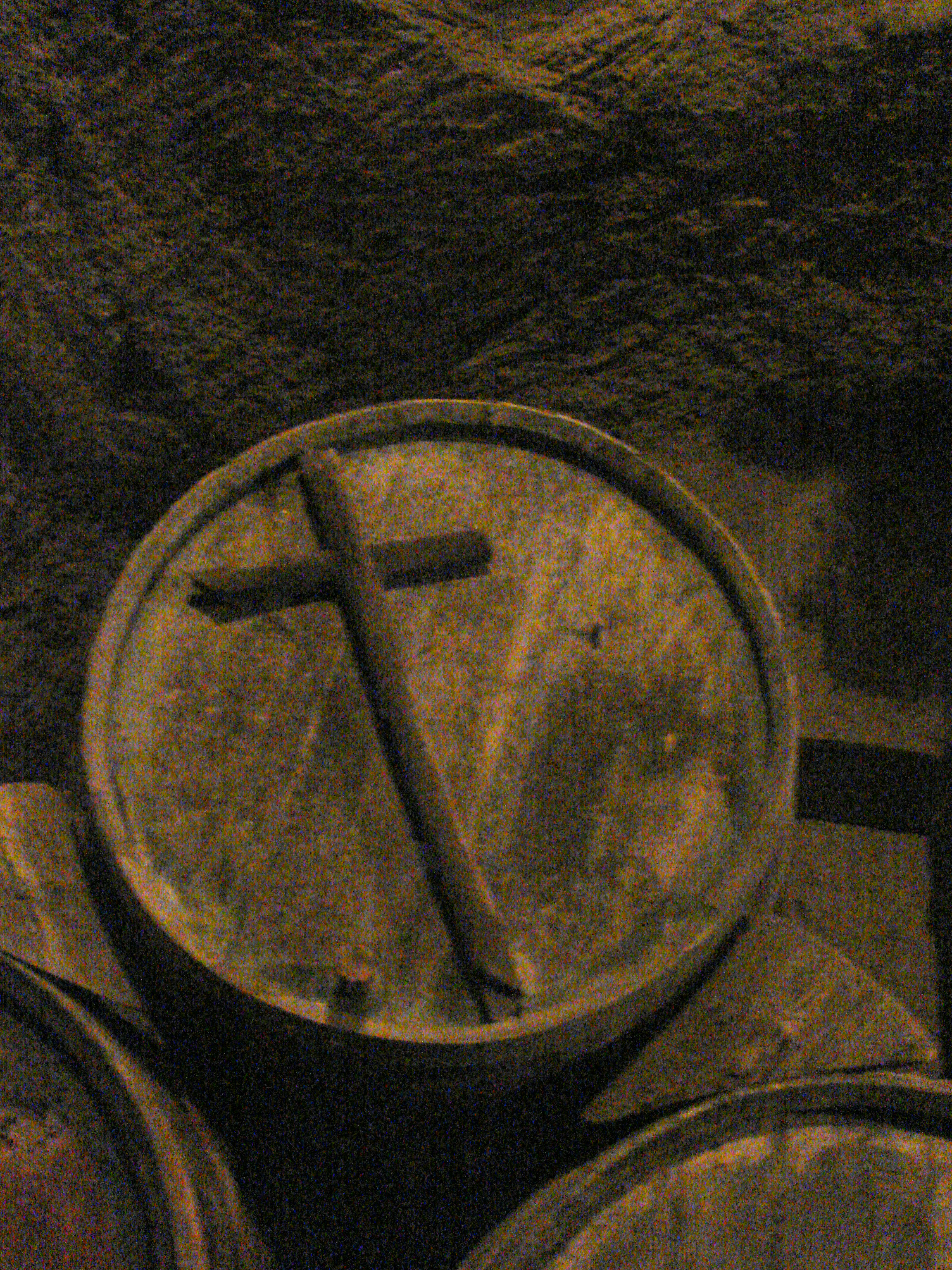
Traditionelles Fass mit Kreuz zum Ausbau des Vin Santo.

Vin Santo oder Vino Santo ist ein klassischer Süß- oder Dessertwein aus den italienischen Regionen Toskana, Marken, Umbrien, Emilia-Romagna, Veneto und dem Trentino. Die Weinspezialität entsteht nach traditioneller Methode aus luftgetrockneten, teilrosinierten Trauben der weißen Rebsorten Trebbiano und Malvasia. Unter Verwendung von mindestens 50 % der roten Rebsorte Sangiovese entsteht die roséfarbene Variante Occhio di Pernice (deutsch: Auge des Rebhuhns). Der Begriff „Vin Santo“ klingt, als würde er heiliger Wein oder Messwein bedeuten. Der Name könnte sich auch von der griechischen Insel Santorin ableiten, die schon in der Antike der bekannteste Ursprung für Süßweine war. Auch heute wird dort ein Wein ähnlichen Namens („Santorini“) produziert, der als Ursprungsbezeichnung Schutz genießt. Zu Vin Santo werden gerne Biscotti di Prato/Cantuccini gereicht und in den Wein eingetunkt.

## Herstellung
Die Trauben werden bis Weihnachten oder länger auf dem Dachboden getrocknet. Sie sollen dadurch rosinieren und süßer werden. Gekeltert wird der Wein zwischen Ende November und der Osterzeit. Der Zeitpunkt hängt von der Süßgradation ab, die durch den konzentrierenden Trocknungsvorgang erreicht werden soll. Trotz der Konzentration der Süße im Traubenmaterial kann der Wein in den Geschmacksrichtungen trocken bis sehr süß ausgebaut werden. Die trockene Variante ähnelt dabei eher ein wenig einem Fino Sherry als einem Dessertwein.
Nach dem Keltern reift der Wein noch mindestens drei Jahre in kleinen versiegelten Fässern (caratelli) aus Eiche (früher waren auch Fässer aus Kastanie im Einsatz, die Eiche hat sich seit den 1980er Jahren durchgesetzt). Da die Besitztümer in der Toskana recht klein sind, kann die Größe der Fässer auch stark variieren. Das Volumen reicht von 50 bis 300 l. Die Fässer werden in einem Raum unter dem Dach aufbewahrt, der vinsantaia genannt wird. Dadurch ist der Wein abwechselnd Hitze und Kälte ausgesetzt, was ihn sehr robust und „ölig“ macht.
Es gibt in Italien vier DOC-Appellationen, die sich ausschließlich mit Vin Santo befassen:
- Vin Santo di Carmignano[5]
- Vin Santo del Chianti[6]
- Vin Santo del Chianti Classico[7]
- Vin Santo di Montepulciano.[8]

Darüber hinaus gibt es viele Weinbaugebiete, in denen ebenfalls Vin Santo in DOC-Qualität produziert wird. Die Vorschriften und Beschreibungen zu deren Herstellung sind in den DOCs des betreffenden Gebiets eingearbeitet:
- Amelia
- Bianco dell’Empolese
- Bianco di Pitigliano
- Brunello di Montalcino
- Candia dei Colli Apuani
- Capalbio
- Carmignano
- Colli del Trasimeno
- Colli dell’Etruria Centrale
- Colli di Luni
- Colli Perugini
- Colli Piacentini
- Colline Lucchesi
- Cortona
- Elba
- Gambellara
- Maremma Toscana
- Montecarlo
- Monteregio di Massa Marittima
- Montescudaio
- Orcia
- Parrina
- Poggio a Caiano
- Pomino
- Rancio
- San Gimignano
- San Torpè
- Sant’Antimo
- Torgiano
- Valdichiana toscana
- Valdinievole